# Ramón Aranda y Calpe
Ramón Aranda y Calpe (Rubielos de Mora, 21 de septiembre de 1838 - Zaragoza, 9 de septiembre de 1890) fue un educador, predicador, jurista y canónigo español. 

## Biografía
Hijo de Roque Aranda Martinez y Raimunda Calpe Millán, ambos naturales de Rubielos. Con doce años, ingresó en el Seminario Conciliar de Teruel, donde estudió hasta 1857, cuando obtuvo el título de Bachiller en Filosofía por el Instituto de Teruel. En 1864, tras cuatro cursos (los centrales en aquel Seminario), el de Bachiller en Teología por la Universidad Central de Madrid. En este mismo centro obtuvo también la Licenciatura en Teología (1868) y comenzó sus estudios de Derecho.
Ya desde 1863 se encontraba en la capital de España donde abrió un centro para estudios de primera y segunda enseñanza y clase de adorno, con una capacidad para unos quince alumnos ubicada en el entresuelo del número 11 de la calle del Pez de Madrid, muy cerca de la Universidad de la calle de San Bernardo donde estudiaba. Para ella editó un folleto de 14 páginas titulado “Casa de Educación dirigida por el presbítero D.Ramón Aranda y Calpe”. En él, criticaba tanto la masificación de la enseñanza oficial como el daño que en su educación sufrían los niños que estudiaban por libre en su casa, todo ello, claro está, en contraposición a la educación de calidad que él ofrecía en su centro de enseñanza.
En 1870 residió con él, en Madrid, su hermano Joaquín Aranda que pronto se convertirá un importante militar y periodista carlista, que había llegado a la capital de España a estudiar la carrera de Medicina.
Terminada la tercera guerra carlista regresó a Aragón para ocupar el cargo de párroco de Maella, donde demostró sus dotes de orador, predicando incluso en pueblos limítrofes y obtuvo, en 1880, en la Universidad de Zaragoza, la Licenciatura en Derecho Civil y Canónico. 
En 1883 fue promovido a la Canongía vacante de la Santa Iglesia Metropolitana de Zaragoza, por ascenso del Don Juan José Blanca a la Dignidad de Arcediano de la misma. Su domicilio se convirtió entonces en casa familiar pues fueron a vivir con él su madre y parte de su familia.
Por esas fechas, además de ocuparse en tareas importantes de la Curia, dada su formación, colaboró en periódicos literarios y religiosos de Madrid y Zaragoza y se dedicó a la predicación, en la que adquirió gran fama, llegando a conocérsele como el Doctoral Canónigo Aranda. 
Un día, al salir de la Basílica de El Pilar se encontró mal. Como tenía un amigo comerciante con tienda en la calle Alfonso I, se dirigió hacia allí. Una angina de pecho o un ataque al corazón le privó del sentido. No pudo recuperarse y falleció a consecuencia de ello. 
Era muy socarrón y muy querido en su ciudad natal, Rubielos de Mora, siendo recibido en olor de multitud al ser invitado a predicar en las fiestas del Carmen de 1885, tanto es así que a su muerte le fue dado su nombre a la calle donde residía durante sus estancias en la localidad.